# Bisdom Århus

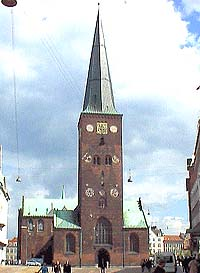
De Dom van Aarhus

Het bisdom Århus is een bisdom van de Deense Volkskerk in Denemarken. Het bisdom omvat het oostelijke deel van de regio Midden-Jutland. De kathedraal is de domkerk van Aarhus.

## Statistieken bisdom
- 329 parochies
- 14 proosdijen

## Proosdijen
- Århus Domprovsti
- Århus Nordre Provsti
- Århus Søndre Provsti
- Århus Vestre Provsti
- Favrskov Provsti
- Hobro-Mariager Provsti
- Horsens Provsti
- Norddjurs Provsti
- Odder Provsti
- Randers Nordre Provsti
- Randers Søndre Provsti
- Silkeborg Provsti
- Skanderborg Provsti
- Syddjurs Provsti

De proosdijen zijn verder onderverdeeld in sogns (parochies), zie Lijst van parochies in het bisdom Århus.